# Olivença (Alagoas)
Olivença è un comune del Brasile nello Stato dell'Alagoas, parte della mesoregione di Sertão Alagoano e della microregione di Batalha.